# Muzică absolută
Muzica absolută (uneori muzică abstractă) este muzica care nu este în mod explicit "despre" ceva, în contrast cu muzica programatică, este non-reprezentațională. Ideea de muzică absolută a fost dezvoltată la sfârșitul secolului al XVIII-lea în scrierile unor autori din romantismul timpuriu german, cum ar fi Wilhelm Heinrich Wackenroder, Ludwig Tieck și E.T.A. Hoffmann, însă termenul nu a fost inventat până în 1846, când a fost folosit pentru prima dată de către Richard Wagner, într-un programpentru Simfonia a IX-a de Beethoven.
O idee conexă a unor compozitori din secolul XIX, dar de multe ori contestată, considera muzica absolută drept o formă de divinitate în sine, ce putea fi evocată prin muzică.
Ideile estetice care stau la baza dezbaterii muzicii absolute sunt legate de estetica dezinteresării al lui Kant din Critica puterii de judecare, ce a condus la numeroase argumente, printre muzicieni, compozitori, istorici și critici de muzică.

## Dezbaterea spiritualistă
Un grup de romantici timpurii, constând din Johann Gottfried Herder, Johann Wolfgang Goethe, Jean Paul Richter și E.T.A. Hoffmann, a dat naștere ideii a ceea ce poate fi etichetat drept "absolutismul spiritual". În acest sens, muzica instrumentală transcende alte arte și limbi pentru a deveni discursul unui "tărâm superior" - propagată foarte mult în celebra recenzie a lui Hoffmann, la Simfonia a V-a, a lui Beethoven, publicată în 1810. Acești protagoniști au crezut că muzica fără cuvinte ar putea fi mai puternică emoțional și stimulativă. Conform lui Richter, în cele din urmă muzica v-a "trăi mai mult decât" cuvântul.

## Dezbaterea formalistă
"Formalismul" este conceptul "muzicii de dragul muzicii" și se referă la muzica instrumentală. În acest sens, muzica nu are nici un sens și se bucură de aprecierea structurii sale "formale" și de construcția sa tehnică. Criticul muzical din secolul XIX, Eduard Hanslick argumenta că de muzică te poți bucura ca sunet și formă pură, și nu are nevoie de nici o conotație de elemente extra-muzicale pentru a-și garanta existența sa. De fapt, aceste idei extra-muzicale au diminuat din frumusețea muzicii. "Absolutul", în acest caz, este "puritatea" artei.
“Muzica nu are nici un subiect dincolo de combinațiile notelor pe care le auzim, pentru muzică nu este vorba de mijloacelor sunetelor, ci de sunetul în sine.” — Eduard Hanslick 
Prin urmare formalismul a respins genuri cum ar fi opera, cântecul și poemul simfonic, în timp ce transmiteau sensuri explicite sau imagistică programatică. Formele simfonice au fost considerate mai mult pure estetic. (Finalul coral din Simfonia a IX-a de Beethoven, precum și programatica Simfoniei a VI-a, a devenit problematică pentru criticii formaliști, care au sustinut compozitorul ca un pionier al "Absolutului", în special cu ultimele sale cvartetele).
Carl Dahlhaus descrie muzica absolută ca muzica fără un "concept, obiect, și scop".

## Opoziția și obiecțiile pentru muzica absolută
Cea mai mare parte a opoziției față de ideea că muzica instrumentală e "absolută" a venit din partea lui Richard Wagner. I se părea ridicol că arta ar putea exista fără sens, pentru el nu avea dreptul la existență.
Wagner considera finalul coral al Simfoniei a IX-a a lui Beethoven drept dovadă că muzica funcționează mai bine cu cuvinte, prin celebra frază:
“Acolo unde muzica nu poate merge mai departe, vine cuvântul... cuvântul e mai presus decât sunetul.” — Wagner
Wagner a numit de asemenea Simfonia a IX-lui a lui Beethoven, dangătul morții a Simfoniei, pentru că el a fost mult mai interesat în a combina toate formele de artă cu Gesamtkunstwerkul său.

## Opinii contemporane
Astăzi, dezbaterea continuă asupra faptului dacă muzica are sau nu sens. Cu toate acestea, cele mai multe opinii contemporane, care reflectă idei emergente din opinii de subiectivitate, in sens lingvistic, ce apar în Lingvistica cognitivă, precum și lucrarea lui Kuhn asupra prejudecății culturale în domeniul științei și alte idei asupra sensului și esteticii (de exemplu, Wittgenstein asupra construcției culturale în gândire și limbaj), apar a se îndrepta spre un consens că muzica oferă cel puțin o anumită semnificație sau sens, din punctul de vedere din care este înțeleasă.
Bazele culturale ale înțelegerii muzicale au fost evidențiate în lucrarea lui Philip Bohlman, care consideră muzica ca o formă de comunicare culturală:
Sunt cei care cred că muzica nu reprezintă nimic altceva decât ea însăși. Eu susțin ca noi îi acordam abilități noi și diferite pentru a reprezenta cine suntem.
Bohlman a mers pâna la a argumenta că utilizarea muzicii, spre exemplu, în diaspora evreiască, a fost, de fapt, o formă de construcție a identității.
Susan McClary a criticat noțiunea "muzicii absolute", susținând că toată muzica, fie ea în mod explicit programatică sau nu, conține programe implicite care reflectă gusturile, politica, filozofiile estetice și atitudinile sociale ale compozitorului și situația lor istorică. Astfel de oameni de știință ar putea argumenta că muzica clasică este rareori despre 'nimic', ci reflectă gusturi estetice, care sunt ele însele influențate de către cultură, politică și filozofie. Compozitorii sunt adesea legați într-o rețea a tradiției și influenței, în care ei se străduiesc să se situeze, în mod conștient, în raport cu alți compozitori si stiluri. Lawrence Kramer, pe de altă parte, consideră că muzica nu are mijloace pentru a rezerva un "strat sau buzunar specific pentru sens. Odată ce e adusă într-o conexiune durabilă cu o structură a prejudecății, muzica pur și simplu devine semnificativă."
Muzică care pare a cere o interpretare, dar este destul de abstractă pentru a garanta obiectivitate (de exemplu Simfonia a VI-a, a lui Ceaikovski), este ceea ce Lydia Goehr numește drept "autonomie față-verso." Acest lucru se întâmplă atunci când proprietățile formaliste ale muzicii devin atractive pentru compozitori, deoarece, cu "nici un sens despre care să vorbești", muzica ar putea fi folosit pentru a prevedea o ordine culturală și/ sau politică alternativă, în timp ce evadezi de controlul cenzurii (deosebit de comun în simfoniile lui Șostakovici, mai ales în cea de-a IV-a și a V-a).

### Sensul lingvistic
Pe tema sensului muzical, Wittgenstein, în mai multe puncte din jurnalul său târziu Cultură și valoare,  atribuie sensul muzicii, spre exemplu, ca în final, să fie "trasă" o concluzie, de exemplu:
"[Cineva] poate indica anumite locuri într-o melodie de Schubert și să zică:. Uite, acesta e punctul, de unde gândul vine în cap" (p.47)
Recent, Jerrold Levinson a comentat asupra lui Wittgenstein , în Revista Muzicii și Sensului:
Muzica inteligibilă stă în gândirea literală în exact același raport precum și în discursul verbal inteligibil. Dacă acest raport nu ar fi exemplificare, ci în schimb, să zicem, expresie, atunci muzica și limba ar fi, cu orice preț, în aceeași barcă și destul de confortabil.

## Vezi și
- Arta abstractă
- Art music
- Impressionist music
- Musique concrète